# Zona de Lazer da Poça Branca
A Zona de Lazer da Poça Branca localiza-se na freguesia da Prainha, município de São Roque do Pico, ilha do Pico, arquipélago dos Açores.
Esta local constitui-se numa piscina natural de banho de mar, formada por rocha preta de origem vulcânica. A rudeza da rocha vulcânica foi adaptada pela intervenção do homem, dando forma a espaços existentes entre as grandes pedras de forma a formar poças de várias dimensões e com diferentes espaços entre si.
Aqui é possível encontrar locais para churrascos e um campo de voleibol de praia.
Junto a este local de lazer é possível observar uma rica vegetação endémica das florestas da Laurissilva características da Macaronésia onde se destacam a abundância de spergularia azorica, a urze (erica azorica).
No que diz respeito à avifauna, pode observar-se uma grande variedade de aves entre as quais o cagarro (calonectris diomedea borealis) e o garajau-comum sterna hirundo), contando-se também embora mais raramente com a presença de espécies como a garça-real (arfea cinerea), o pilrito-das-praias (calidris alba), e o borrelho-de-coleira-interrompida (charadrius alexandrinus).
É uma zona frequentada por pequenos cetáceos, destacando-se a toninha-brava (tursiops truncatus) e, por vezes junto à costa, tartarugas, como é o caso da tartaruga-boba (caretta caretta), espécies constantes do Anexo II da Directiva Habitais.